# Henry Sugimoto
Pour les articles homonymes, voir Sugimoto.
Henry Sugimoto (ヘンリー杉本) né Yuzuru Sugimoto (杉本 謙, Sugimoto Yuzuru) le 12 mars 1900 et mort le 8 mai 1990 est un artiste japonais, naturalisé américain en 1952. 